# Zabójca z nędzy
Zabójca z nędzy – polski film fabularny, niemy dramat z 1911 r. w reżyserii Abrahama Izaaka Kamińskiego. Nakręcony w języku jidysz. Uznawany dziś za zaginiony.

## Fabuła
Fabułę filmu znamy z relacji Władysława Jewsiewickiego. Jak twierdził, film przedstawiał losy biedaka, który morduje bogatego kupca gdy zostaje przez niego „doprowadzony na skraj rozpaczy”. Biedak zagarnia majątek kupca i staje się bogaty, jednak na końcu dosięga go sprawiedliwość.